# Melnikovo, Tomsk oblast
 - Räisälä i Karelen, som har det ryska namnet Melnikovo och Melnikovo i Leningrad oblast.
Melnikovo (ryska Мельниково) är en ort i Tomsk oblast i Ryssland, nära floden Ob. Folkmängden uppgår till cirka 8 000 invånare.